# Banco de Germoplasma Vegetal-UPM
El Banco de Germoplasma Vegetal-UPM también conocido como Banco de Germoplasma Vegetal-UPM "César Gómez Campo" en honor a su fundador, depende administrativamente de la Universidad Politécnica de Madrid. La sede principal se encuentra en la Escuela Técnica Superior de Ingenieros Agrónomos de la Universidad Politécnica de Madrid.

## Historia
Aunque se llevaba varios años gestando el proyecto no fue hasta el 1966, en que se consolidó definitivamente, convirtiéndolo en el primer banco de semillas que empezó a funcionar en España y también el primero que en el mundo se especializó en semillas silvestres.
En 1973, comenzó su andadura el proyecto "Artemis" de conservación "ex situ" de especies vegetales endémicas de la península ibérica y de la región Macaronésica.
Forma parte integrante del ENSCONET (European Native Seed Conservation Network)-"Red europea de conservación de semillas endémicas".

## Actividades
Su principal objetivo es contribuir a la conservación ex situ de especies vegetales silvestres.
En la actualidad conserva cerca de 10 000 accesiones de semillas de 3.500 especies diferentes.
Se compone de dos colecciones principales, una dedicada a especies endémicas y amenazadas de la península ibérica, Islas Baleares y región Macaronésica, y la otra a especies de la familia Brassicaceae (1027 taxones con 4863 accesiones).